# جاي كانتور
جاي كانتور (بالإنجليزية: Jay Cantor)‏ (أغسطس 1948، نيويورك في الولايات المتحدة)؛ روائي أمريكي.

## الجوائز
- زمالة غوغنهايم